# Asiosilis furcata
Siosilis furcata es una especie de coleóptero de la familia Cantharidae.

## Distribución geográfica
Habita en Indonesia.